# Inneres Auge - Il tutto è più della somma delle sue parti
Inneres Auge - Il tutto è più della somma delle sue parti è il ventisettesimo album musicale in studio di Franco Battiato, pubblicato nel 2009 con etichetta Universal. L'album è composto da due inediti, una cover e nuove versioni di brani editi precedentemente. Tibet, presente nella versione digitale di Fleurs 2, viene qui pubblicata per la prima volta su supporto fisico. La canzone in siciliano, 'U cuntu è stata una delle cinque finaliste al Premio Mogol 2010.

## Titolo
In un'intervista , alla domanda: Che significa “Inneres Auge”?, Battiato ha risposto:
(Da Il Fatto Quotidiano n°33 del 30 ottobre 2009)

## Brani

### Inneres Auge
Franco Battiato ha spesso esplorato temi legati alla spiritualità e al misticismo nelle sue opere. In particolare, nelle sue canzoni ha fatto riferimento esplicito a concetti legati alla "Luce" interiore e alla visione spirituale. Un esempio significativo si trova nel brano "Inneres Auge", in cui Battiato descrive un processo di apertura della percezione interiore: “Con le palpebre chiuse s’intravede un chiarore, che con il tempo, e ci vuole pazienza, si apre allo sguardo interiore”. Questo "sguardo interiore" è un concetto mistico che, nella terminologia tedesca, viene chiamato "inneres Auge", letteralmente "occhio interiore", termine che fa riferimento alla capacità di percepire realtà al di là della visione fisica.
Le tradizioni mistiche e religiose di diverse culture, in particolare quelle orientali, identificano questo "occhio interiore" con la ghiandola pineale, un piccolo organo situato nel cervello che, secondo alcune teorie esoteriche, sarebbe il centro della percezione spirituale. Battiato, nel contesto delle sue riflessioni, ha anche citato pratiche tradizionali, come quelle tibetane, che mirano a risvegliare questo organo attraverso tecniche particolari. Secondo l’artista, esistono scuole in Tibet che utilizzano metodi antichi, tra cui l’impiego di un piccolo strumento simile a uno stuzzicadenti, con cui si pratica un’operazione nel centro della fronte. Questo intervento viene accompagnato da un periodo di digiuno e buio forzato di tre giorni, durante il quale l’allievo dovrebbe essere in grado di sviluppare una percezione interiore che normalmente si raggiungerebbe solo attraverso un lungo percorso di meditazione e ricerca spirituale.

## Tracce
1. Inneres Auge (Inedito) – 3:44 (testo: Battiato-Sgalambro – musica: Battiato)
2. Un'altra vita (Versione originale nell'album Orizzonti perduti del 1983) – 3:10 (Battiato-Pio)
3. Inverno (Dall'album di Fabrizio De André Tutti morimmo a stento del 1968) – 3:29 (testo: F. De André – musica: F. De André-G.P. Reverberi)
4. No time no space (Versione originale nell'album Mondi lontanissimi del 1985) – 3:14 (testo: Cosentino-Battiato – musica: Battiato-Pio)
5. L'incantesimo (Versione originale nel singolo Il ballo del potere del 1998) – 3:20 (testo: Sgalambro – musica: Battiato)
6. Haiku (Versione originale nell'album Caffè de la Paix del 1993) – 2:37 (Battiato)
7. La quiete dopo un addio (Versione originale nell'album Ferro battuto del 2001) – 3:24 (testo: Battiato-Sgalambro – musica: Battiato)
8. Stage door (Versione originale nel singolo Shock in My Town del 1998) – 3:40 (testo: Battiato-Sgalambro – musica: Battiato)
9. Tibet – 3:19 (testo: Battiato-Sgalambro – musica: Battiato)
10. 'U cuntu (Inedito) – 2:52 (testo: Battiato-Sgalambro – musica: Battiato)

## Formazione
- Franco Battiato - voce
- Carlo Guaitoli - pianoforte
- Pino Pischetola - programmazione
- Lorenzo Poli - basso (traccia 5)
- Davide Ferrario - chitarra, basso
- Luca Simoncini - violoncello
- Luigi Mazza - violino
- Alessandro Simoncini - violino
- Demetrio Coluzzi - viola
- Emilio Soana - tromba (traccia 10)
- Chiara Vergati - cori (traccia 9)
- Manlio Sgalambro - voce (traccia 10)